# Ъ
Ъ (sinal duro) indica pronúncia forte no alfabeto cirílico. O nome desse sinal, que não tem som próprio, é "твёрдый знак"  (tvyordɨy znak) em russo.
Este sinal também é chamado de sinal de "pronúncia dura" e não representa nenhum som. 
Aparece somente entre uma consoante ou uma vogal.

## Uso nas línguas eslavas
O ъ é usado em búlgaro também, com o som de ı que tem som de u em inglês (until). Som herdado do turco (ʌ) . Em muitos casos de uso da letra "a" no russo seu equivalente é o ъ no búlgaro.

Já no russo o ъ é usado quando o som da consoante anterior a uma vogal macia/branda deve ficar duro, como exemplo disso é подъём (pad''yôm), a pronúncia se dá pela não-palatalização do d, ou seja, não pronuncia-se como um di.